# Jurij Morozov (musiker)
Jurij Morozov (ryska: Юрий Морозов) född 6 mars 1948 i Belogorsk, Ryska SSR, Sovjetunionen, död 24 februari 2006 i Sankt Petersburg, Ryssland, var en rysk rockmusiker. Han kan sägas ha gjort psykedelisk rock populärt i Ryssland[källa behövs].